# Sofie Abildtrup
Ane Sofie Abildtrup (født 21. november 1980 i Herning) er en tidligere dansk atlet. Hun var medlem af Herning GF og fra 2001 i Sparta Atletik. 
Allerede som 12-årig begyndte Sofie Abildtrup at dyrke atletik i Herning GF. Hun vandt flere danske junior mesterskaber, satte dansk junior rekord på 200 meter og blev nummer fire på 400 meter ved ungdoms-OL 1997 og nåede semifinalen på 200 meter i junior-EM 1999.
Efter studentereksamen tog hun på Kunsthøjskolen Krabbesholm og tog et års pause fra atletikken.
Efter højskoleopholdet flyttede hun til København og begyndte på Kunstakademiets Arkitektskole. Samtidig meldte hun sig ind i atletikklubben Sparta. Allerede det første år i København blev hun dansk meter på 200 meter og satte året efter dansk rekord på 300 meter. Hun deltog i Universiaden 2003, hvor hun blev nummer otte på 200 meter. 
Sofie Abildtrup hade dog svært ved at kombinere idræt og studier i Danmark. Hun besluttede sig derfor at tage orlov fra Kunstakademiet. Hun rejste til USA og begyndte at 
studere kunst på University of Oregon, samtidig med at hun kom på universitetets løbehold. Det, der skulle have været et tremåneders ophold i Eugene i staten Oregon, blev til to år med masser af succes. Hun opnåede nogle af de bedste tider i Oregons historie og to år i træk blev hun kåret som "Den mest inspirerende kvindelige atlet i Oregon". Priser, hun ikke kun fik på grund af sit løb, men også fordi hun evnede at kombinere sport og studie. Hun satte dansk rekord på 400 meter med tiden 52,92 sekunder ved et stævne i Tucson i 2004 og nåde semifinalen i amerikanske universitetsmesterskaber 2004 og 2005.
Hun vende hjem fra USA med nye personlige løberekorder og en bachelorgrad i kunst. Efter hjemkomsten genoptog hun studierne på Kunstakademiet og vandt hun DM på 200 meter indendørs og blev nummer to på 400 meter ude, og også på Arkitektskolen gik det godt, hun vandt nemlig en andenpræmien i konkurrencen: "Forestilling om fremtidens bibliotek". Hun sluttede dog sin idrætskarriere efter sæsonen 2006, et år efter hun kom hjem fra USA.
Sofie Abildtrup er i dag forskningsassistent på Center for Idræt og Arkitektur ved Kunstakademiets Arkitektskole i København.

## Internationale mesterskaber
- 2003 Universiaden 8. plads 24.39
- 1999 JEM 200 meter 13. plads 24,20
- 1999 U21-NM 100 meter  Sølv 11.84
- 1999  U21-NM  200 meter   Sølv 24.02
- 1997  Ungdoms-OL  400 meter  4. plads  56.02

## Danske mesterskaber
| Sparta - Bronze 2006 400 meter 54,73 - Guld 2006 200 meter inde 24,33 - Sølv 2006 400 meter inde 55,46 - Guld 2004 200 meter 24,34 - Guld 2004 400 meter 54,38 - Guld 2003 200 meter 24,19 - Sølv 2003 400 meter 55,21 - Guld 2003 200 meter inde 24,33 - Sølv 2003 400 meter inde 54,96 - Guld 2002 200 meter 24,19 - Guld 2002 400 meter 54,16 - Guld 2002 200 meter inde 24,93 - Guld 2002 400 meter inde 55,87 - Guld 2001 200 meter 25,05 - Sølv 2001 400 meter 56,51 - Sølv 2001 200 meter inde 24,82 - Bronze 2001 60 meter inde 7,75 | Herning GF - Bronze 1998 100 meter 12,69 - Bronze 1998 400 meter 56,75 - Sølv 1997 400 meter inde 57,45 - Guld 1999 100 meter 12,23 - Guld 1999 200 meter 24,49 - Guld 1998 100 meter 12,10 - Guld 1998 200 meter 24,6 |

## Personlig rekord
| Udendørs - 100 meter: 11,86 2003 - 200 meter: 24.02 Espoo, Finland 29. august 1999 - 400 meter: 52.92 Tucson, Arizona, USA 14. maj 2004 | Indendørs - 200 meter:24.33 Malmø 25. februar 2006 - 400 meter:54.76 Gainesville, Florida, USA 6. marts 2004 |

## Danske rekorder
| Seniorrekorder - 300 meter 38,74 27. august 2002 - 400 meter 52,92 14. maj 2004 - 4x400m klubhold 3,38,65 23. juni 2001 - 4x400m klubhold 3,41,85 25. maj 2001 Seniorrekorder indendørs - 200 meter 24,33 25. februar 2006 - 200 meter 24,33 22. februar 2003 - 200 meter 24,47 22. februar 2003 - 200 meter 24,50 15. februar 2003 - 400 meter 54,76 6. marts 2004 | U23-rekorder - 200 meter 24,02 29. august 1999 U23-rekorder indendørs - 200 meter 24,82 24. februar 2001 Juniorrekorder - 200 meter 24,02 29. august 1999 |

## Ekstern henvisning
- DAF i tal – Sofie Abildtrup Arkiveret 10. juli 2007 hos  Wayback Machine  (Webside ikke længere tilgængelig)
- Sofie Abildtrup -IAAF profil
- Spartas TOP 10 Arkiveret 25. december 2010 hos  Wayback Machine  (Webside ikke længere tilgængelig)
- Alle tiders danske senior top 10 – udendørs (Webside ikke længere tilgængelig)  (Webside ikke længere tilgængelig)

|  | Artiklen om Sofie Abildtrup kan blive bedre, hvis der indsættes et (bedre) billede Du kan hjælpe ved at afsøge Wikimedia Commons for et passende billede eller uploade et godt billede til Wikimedia Commons iht. de tilladte licenser og indsætte det i artiklen. |